# Passo del Giogo
Der Passo del Giogo ist ein 882 m hoher italienischer Gebirgspass im Apennin.

## Beschreibung
Der Pass befindet sich in der Landschaft des Mugello und verläuft entlang der Provinzstraße SP 503 Passo del Giogo. Er verbindet die im Norden des Passes gelegene Gemeinde Firenzuola mit dem im Süden liegenden Ort Scarperia, einem Ortsteil der Gemeinde Scarperia e San Piero. Teile der Passstraße waren Teil des Circuito stradale del Mugello, Günter Klass verunglückte 1967 tödlich bei Favale. Nahe dem Monte Altuzzo auf dem Gemeindegebiet von Firenzuola liegt die Wetterstation Stazione meteorologica di Rifredo Mugello.

## Monumente
Der Pass war im Zweiten Weltkrieg Teil der Gotenstellung. Er wurde am 12. September 1944 von Einheiten der 5. US-Armee angegriffen. Die deutschen Verteidiger leisteten sechs Tage lang erbitterten Widerstand, bevor ihre Stellungen auf beiden Seiten des Passes am 18. September vollständig von den Alliierten eingenommen worden waren. 
Heute befinden sich entlang der Passstraße zwei Kriegsmonumente, die sich beide auf der Seite von Scarperia befinden:
- 85th Infantry Division, 338th Infantry Regiment der United States Army, auch Monte Altuzzo Memorial genannt, Bronzetafel in der Località Omomorto kurz unterhalb des Berges Monte Altuzzo.[1]
- 91st Division, 363rd Infantry Regiment der United States Army, Monument aus weißem Marmor in der Località Omomorto.[1]

Zudem besteht seit 2012 in der Località Ponzalla (kurz nördlich von Scarperia) das Centro Documentazione e Ricerche Storiche di Gotica Toscana Onlus (CDRS), ein Dokumentationszentrum und Museum. Am „Largo Günter Klass“, dem Unfallort des Rennfahrers bei Favale, wurde ein Gedenkstein aufgestellt und im Sommer 2021 eine Gedenkveranstaltung abgehalten. Ein Schild mit der Aufschrift „Gunter Klass pilota 1936/1967“ findet sich neben der SS 503 „Strada statale 503 del Passo del Giogo“ beim Abzweig der „Via Casanuova Favale“.

## Bilder

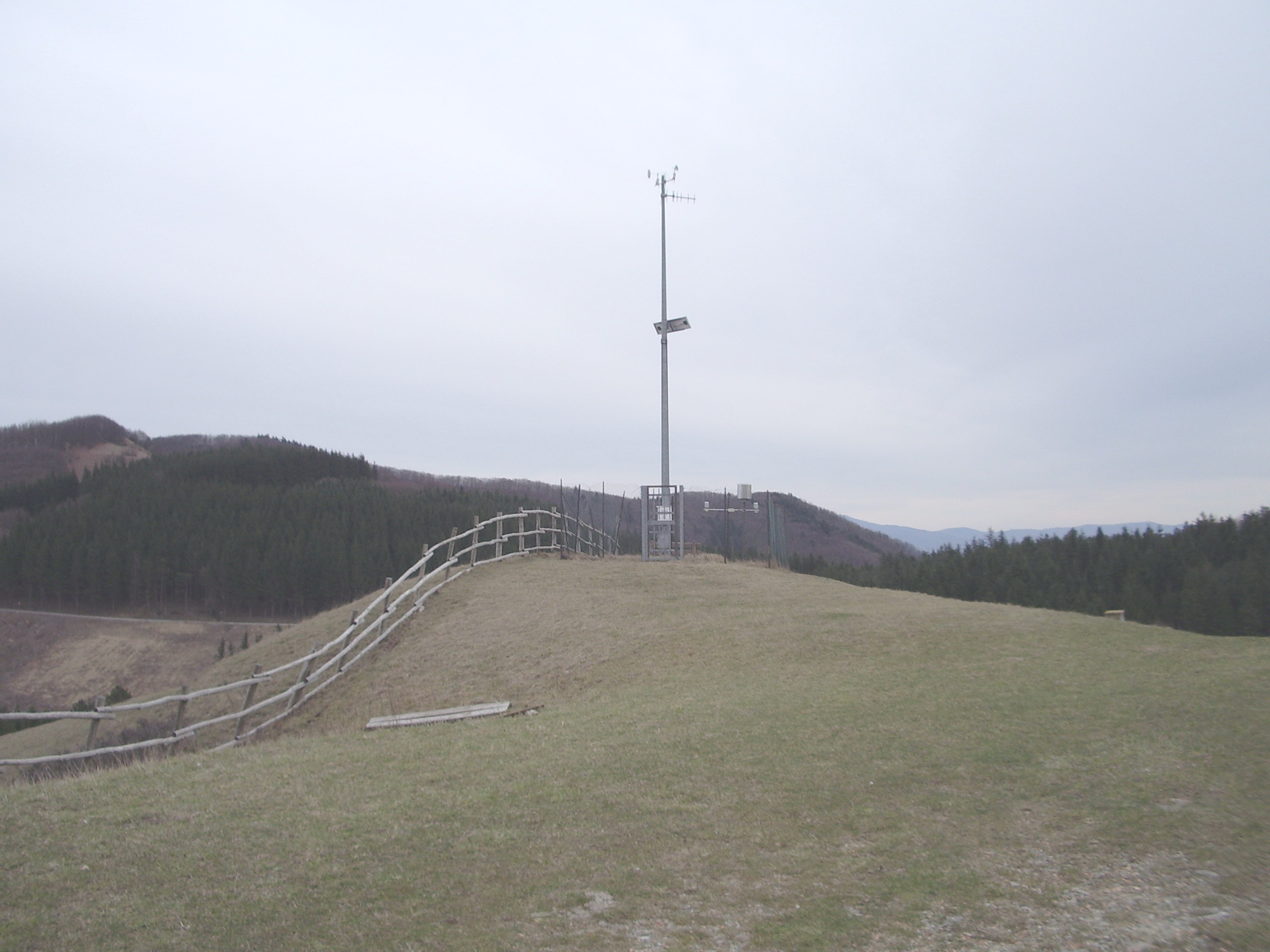
Die Wetterstation von Rifredo
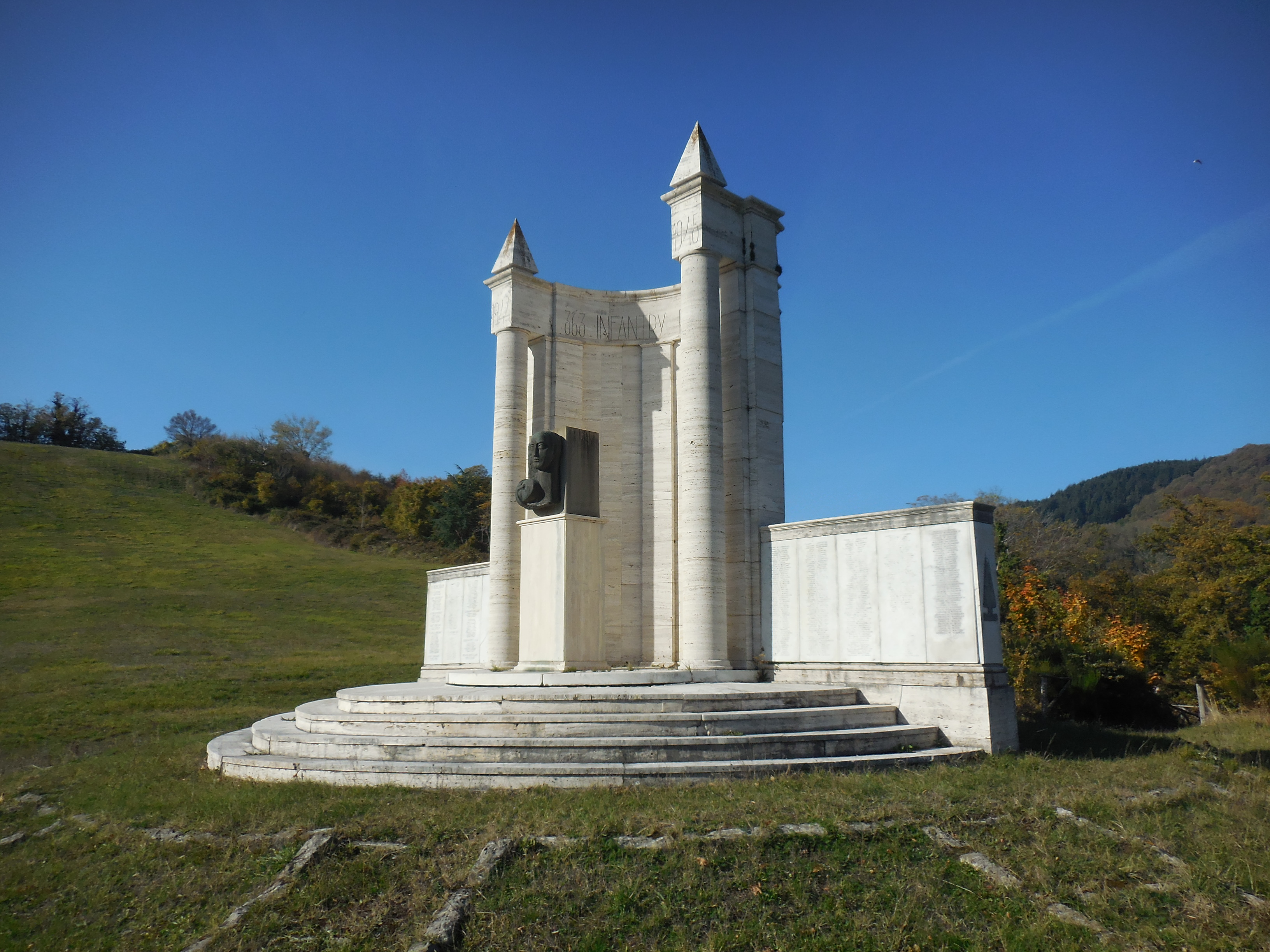
Das Denkmal für das 91st Division 363th Infantry Regiment
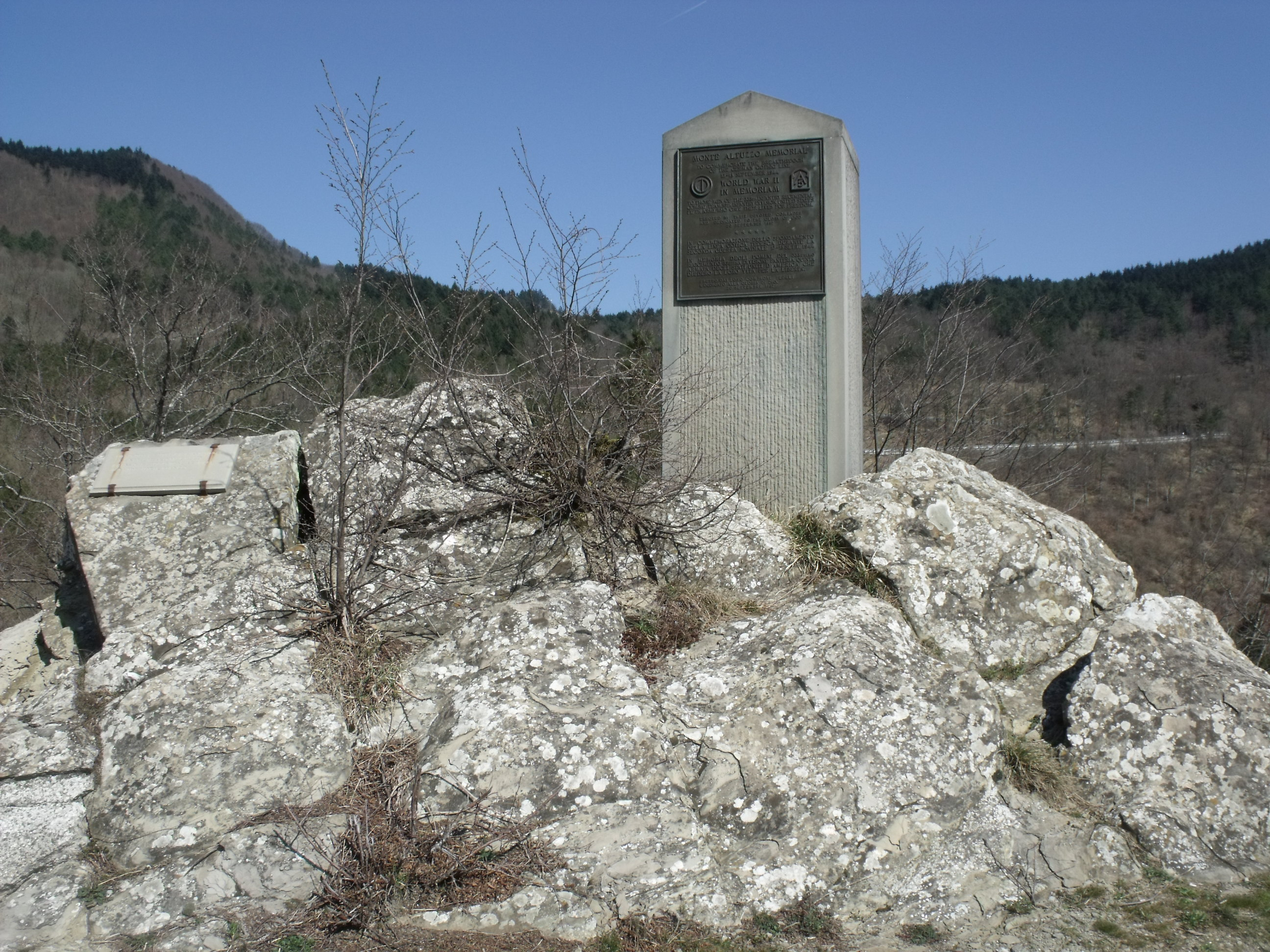
Die Erinnerungstafel für das 85th Division 338th Infantry Regiment